# Sutrina bicolor
Sutrina bicolor är en orkidéart som beskrevs av John Lindley. Sutrina bicolor ingår i släktet Sutrina och familjen orkidéer.
Artens utbredningsområde är Peru. Inga underarter finns listade i Catalogue of Life.